# Belize
 Ovo je glavno značenje pojma Belize. Za druga značenja pogledajte Belize (razdvojba).
Belize je mala srednjoamerička država na obali Karipskog mora. Graniči s Meksikom na sjeveru i Gvatemalom na zapadu i jugu. S 266.440 stanovnikom na 22.966 km² teritorija, najrjeđe je naseljena država Srednje Amerike (12 stanovnika po km²).

## Povijest
U Belizeu se razvila civilizacija Maja. Njeni počeci sežu 1500 g. prije Krista, a maksimum dostiže oko 900. poslije Krista. Prvi Europljani dolaze početkom 16. stoljeća. Nakon razdoblja piratstva Belize postaje kolonijom Ujedinjenog Kraljevstva krajem 18. stoljeća. Ostaje kolonijom sve do 1981., a i danas je članica Commonwealtha. Do 1973. nosio je ime Britanski Honduras. Belize je 1981. stekao neovisnost, a u etničkom i kulturnom pogledu ima više zajedničkog s Karibima nego sa zemljama kopnenog dijela Srednje Amerike.
U unutrašnjosti Belize ima dugu granicu s Gvatemalom, što predstavlja velik problem jer Gvatemala i dalje zahtijeva znatan dio teritorija Belizea. U više navrata je dolazilo do teritorijalnih nesuglasica s Gvatemalom koja je priznala Belize tek 1992. Zbog toga je u zemlji britanski garnizon od nekoliko tisuća vojnika.

## Prirodna osnova i reljef
U Belizeu, sićušnoj srednjoameričkoj državi, nalazi se Koraljni greben Belizea koji je po veličini drugi u svijetu. Koraljni greben dug 282 kilometara sastoji se od tisuća sićušnih koraljnih otočića, poznatih kao cay. Obrasli uglavnom kokosovim palmama, mangrovim drvetom i močvarama, cayevi svake godine privlače tisuće turista, osobito ronioce, plivače i ljubitelje podvodnog ribolova koji uživaju u čistim vodama. Koraljni greben Belizea je vitalno ribolovno područje i najveće turističko odredište Belizea i svake godine posjeti ga oko 260.000 ronioca iz cijeloga svijeta.
Planine Maja jedino su gorsko područje u zemlji; obalna su područja ravna i močvarna, s lagunama i rječicama. Veći dio zemlje pokrivaju šume, iako su posljednjih godina smanjene sječom tvrdoga tropskog drveta i krčenjem radi dobivanja obradive zemlje. Obalna područja Belizea povremeno zahvaćaju orkani. Najrazorniji orkan bjesnio je tadašnjim glavnim gradom Belize Cityjem 1961. godine. Pustošenje koje je izazvao urodilo je odlukom da se Belmopan, gradić u unutrašnjosti, proglasi glavnim gradom.
Nacionalna ptica Belizea je tukan duginog kljuna.

## Promet
Značajnije morske luke za međunarodni promet su Belize City, Corozol, Punta Gorda i Big Creek.

## Gospodarstvo
Ekonomija Belizea temelji se na poljoprivredi, a u novije vrijeme važno mjesto dobiva turizam (ronjenje). Proizvode se uglavnom šećer, limun i banane. U poljodjelstvu je zaposlena većina pučanstva, mnogi u proizvodnji šećerne trske, najvažnije izvozne kulture u zemlji. Uzgajaju se također voće i povrće, ali je trgovina drvetom koja je nekada bila od presudne važnosti, posljednjih godina znatno opala. To pogoduje životinjskom svijetu zemlje jer su očuvane postojbine 5 vrsta mačaka: ozelota, jaguarundija, margaja, pume i jaguara. Tapiri, jeleni i brojne vrste ptica također se mogu naći u rijetko napučenim šumskim predjelima. Kulture kao što su kukuruz, grah i riža lokalno stanovništvo uzgaja za svoje potrebe na malim parcelama koje ne potpadaju pod nadzor stranih tvrtki koje proizvode šećer. Turizam sada daje značajan doprinos gospodarstvu: ruševine kod Altun Ha iz razdoblja Maja, spektakularni koraljni greben i nezagađena priroda privlače posjetitelje iz brojnih krajeva svijeta.

## Stanovništvo
Većina stanovništva su potomci mješanaca Maja i europskih doseljenika (mestici), 25% afričkog i kreolskog porijekla, 10% Maja, te nešto Europljana, Indijaca, Kineza i dr.

## Vanjske poveznice
- Službeni vladin website